# Ghana op het wereldkampioenschap voetbal 2006
Ghana deed tijdens het Wereldkampioenschap voetbal 2006 voor het eerst mee aan een WK. Wel was het land viermaal winnaar van de Afrika Cup. De laatste keer dat dat gebeurde was in 1982. Mede door die prestaties en drie verloren finales in hetzelfde toernooi maken Ghana ondanks nul WK-optredens toch een van Afrika's beste voetballanden aller tijden.

## Kwalificatie
Als lid van de CAF diende Ghana zich via een voorronde te plaatsen voor een plaats in een van de vijf groepen waarvan de groepswinnaars zich uiteindelijk zouden kwalificeren voor het WK.
In de voorronde trof Ghana het nietige Somalië dat makkelijk aan de kant werd geschoven. Ghana kwam terecht in groep twee en kwam daar in de vorm van Zuid-Afrika, Burkina Faso en Congo-Kinshasa enkele sterke opponenten tegen. Oeganda en Kaapverdië waren de overige landen in deze groep, maar speelden geen rol van betekenis. Al in de eerste wedstrijd ging Ghana onderuit, in de uitwedstrijd tegen Burkina Faso. Nog geen maand later volgde een overtuigend herstel tegen groepsfavoriet Zuid-Afrika, het werd 3-0. In het verloop van de groep speelde Ghana nog driemaal gelijk, waarvan tweemaal tegen Congo-Kinshasa. De nederlagen die dat land leed tegen Oeganda en Burkina Faso deden hen uiteindelijk de das om. Ghana dat behoudens de eerste wedstrijd geen enkele wedstrijd meer verloor werd beloond voor haar degelijkheid met de overwinning in de groep en voor het eerst in de historie een plaats op het WK.

### Wedstrijden

#### Voorronde
| 16 november, 2003 | Somalië | 0 – 5 | Ghana   |
| 19 november, 2003 | Ghana   | 2 – 0 | Somalië |

#### Finaleronde
| 5 juni, 2004      | Burkina Faso   | 1 – 0 | Ghana          |
| 20 juni, 2004     | Ghana          | 3 – 0 | Zuid-Afrika    |
| 3 juli, 2004      | Oeganda        | 1 – 1 | Ghana          |
| 5 september, 2004 | Ghana          | 2 – 0 | Kaapverdië     |
| 10 oktober, 2004  | Ghana          | 0 – 0 | Congo-Kinshasa |
| 27 maart, 2005    | Congo-Kinshasa | 1 – 1 | Ghana          |
| 5 juni, 2005      | Ghana          | 2 – 1 | Burkina Faso   |
| 18 juni, 2005     | Zuid-Afrika    | 0 – 2 | Ghana          |
| 4 september, 2005 | Ghana          | 2 – 0 | Oeganda        |
| 8 oktober, 2005   | Kaapverdië     | 0 – 4 | Ghana          |

| Team           | Pld | W | D | L | GF | GA | GD  | Pts |
| -------------- | --- | - | - | - | -- | -- | --- | --- |
| Ghana          | 10  | 6 | 3 | 1 | 17 | 4  | +13 | 21  |
| Congo-Kinshasa | 10  | 4 | 4 | 2 | 14 | 10 | +4  | 16  |
| Zuid-Afrika    | 10  | 5 | 1 | 4 | 12 | 14 | -2  | 16  |
| Burkina Faso   | 10  | 4 | 1 | 5 | 14 | 13 | +1  | 13  |
| Kaapverdië     | 10  | 3 | 1 | 6 | 8  | 15 | -7  | 10  |
| Oeganda        | 10  | 2 | 2 | 6 | 6  | 15 | -9  | 8   |

## Groep E
Vlak voor het WK begon barstte de bom in Italië, een grootschalig omkoopschandaal, bijgenaamd Calciopoli kwam aan het licht. Jarenlang waren spelers en scheidsrechters omgekocht, spil was algemeen directeur Luciano Moggi van Juventus die reputaties van scheidsrechters kon maken of breken. Ook clubs als Lazio Roma en AC Milan hadden een bedenkelijke reputatie en er vonden huiszoekingen plaats bij grote spelers als Zinedine Zidane en Fabio Cannavaro. Uiteindelijk werden de twee laatste landstitels van Juventus ontnomen, de ploeg degradeerde naar de Serie B. De stress bij Juventus werd belichaamd door spelersbegeleider Gianluca Pessotto, die zich van het leven probeerde te beroven door van het clubgebouw van Juventus te springen, hij overleefde de poging.
Het Italiaanse nationale team stond ook onder druk, manager Marcello Lippi was jarenlang manager van Juventus, zijn zoon was ook betrokken bij het schandaal, zijn schuld in het omvangrijke schandaal was niet bewezen. Het team rechte zijn rug en had met doelman Gianluigi Buffon, verdediger Fabio Cannavaro, de fijnbesnaarde middenvelder Andrea Pirlo en topscorer Luca Toni sterke troeven. Italië begon goed met een 2-0 zege  tegen een eveneens goed spelend Ghana. De doelpunten werden gemaakt door Andrea Pirlo met een schot van afstand en Vincenzo Iaquinta profiteerde van een zachte terugspeelbal van ex-Bayern München-speler Samuel Kuffour.
De andere favoriet in deze groep Tsjechië had ook een sterke generatie met keeper Petr Čech, topscorer Jan Koller en vooral de middenvelder van Juventus Pavel Nedved. Merkwaardigerwijs debuteerde deze generatie op een WK, terwijl de "Gouden Generatie" glorieerde op EK's (finalist 1996, halve finalist 2004). In de eerste wedstrijd won de ploeg simpel met 3-0 van de Verenigde Staten, Koller scoorde tweemaal, maar raakte geblesseerd en kon de volgende wedstrijden niet mee spelen. In de tweede wedstrijd stond Tsjechië als verlamd in het veld en verloor kansloos met 2-0 van Ghana, dat ook nog een strafschop miste. Italië teleurstelde ook door met 1-1 gelijk te spelen tegen de Verenigde Staten. Er vielen liefst drie rode kaarten: naast twee Amerikanen werd Daniele De Rossi uit het veld gestuurd na een elleboogstoot op Brian McBride, hij zou voor vier wedstrijden worden geschorst en zou hoogstens tijdens de finale weer in actie kunnen komen.
In de laatste speelronde hadden alle landen nog kans zich te plaatsen. Ghana had na de goede wedstrijden tegen Italië en Tsjechië moeite met de Verenigde Staten, het won met 2-1 en plaatste zich als enig Afrikaans land voor de achtste finales. Amerika speelde geen enkele rol van betekenis in deze groep, coach Bruce Arena werd ontslagen. Tsjechië vocht voor zijn laatste kans tegen Italië, vooral Pavel Nedved sleurde zijn ploeg naar voren, maar na de 1-0 voorsprong door de vroege invaller Marco Materazzi speelde Tsjechië weer als verlamd. De eindstand was 2-0 en Tsjechië was vroegtijdig uitgeschakeld.
| Land             | Wed | Win | Gel | Ver | DV | DT | +/− | Pnt |
| ---------------- | --- | --- | --- | --- | -- | -- | --- | --- |
| Italië           | 3   | 2   | 1   | 0   | 5  | 1  | 4   | 7   |
| Ghana            | 3   | 2   | 0   | 1   | 4  | 3  | 1   | 6   |
| Tsjechië         | 3   | 1   | 0   | 2   | 3  | 4  | –1  | 3   |
| Verenigde Staten | 3   | 0   | 1   | 2   | 2  | 6  | –4  | 1   |

|                                               |                  |                            |          |                                                                                   |
| 12 juni 2006 «onderlinge duels» 18:00 (UTC+2) | Verenigde Staten | 0 – 3                      | Tsjechië | Veltins-Arena, Gelsenkirchen Toeschouwers: 52.000 Scheidsrechter: Carlos Amarilla |
| 12 juni 2006 «onderlinge duels» 18:00 (UTC+2) |                  | 5' Koller 36', 76' Rosický |          | Veltins-Arena, Gelsenkirchen Toeschouwers: 52.000 Scheidsrechter: Carlos Amarilla |

|                                               |                        |       |       |                                                                       |
| 12 juni 2006 «onderlinge duels» 21:00 (UTC+2) | Italië                 | 2 – 0 | Ghana | AWD-Arena, Hannover Toeschouwers: 43.000 Scheidsrechter: Carlos Simon |
| 12 juni 2006 «onderlinge duels» 21:00 (UTC+2) | Pirlo 40' Iaquinta 83' |       |       | AWD-Arena, Hannover Toeschouwers: 43.000 Scheidsrechter: Carlos Simon |

|                                               |          |                     |       |                                                                                   |
| 17 juni 2006 «onderlinge duels» 18:00 (UTC+2) | Tsjechië | 0 – 2               | Ghana | RheinEnergieStadion, Keulen Toeschouwers: 45.000 Scheidsrechter: Horacio Elizondo |
| 17 juni 2006 «onderlinge duels» 18:00 (UTC+2) |          | 2' Gyan 82' Muntari |       | RheinEnergieStadion, Keulen Toeschouwers: 45.000 Scheidsrechter: Horacio Elizondo |

|                                               |               |       |                     |                                                                                           |
| 17 juni 2006 «onderlinge duels» 21:00 (UTC+2) | Italië        | 1 – 1 | Verenigde Staten    | Fritz-Walter-Stadion, Kaiserslautern Toeschouwers: 46.000 Scheidsrechter: Jorge Larrionda |
| 17 juni 2006 «onderlinge duels» 21:00 (UTC+2) | Gilardino 22' |       | 27' (e.d.) Zaccardo | Fritz-Walter-Stadion, Kaiserslautern Toeschouwers: 46.000 Scheidsrechter: Jorge Larrionda |

|                                               |          |                           |        |                                                                          |
| 22 juni 2006 «onderlinge duels» 16:00 (UTC+2) | Tsjechië | 0 – 2                     | Italië | AOL Arena, Hamburg Toeschouwers: 50.000 Scheidsrechter: Benito Archundia |
| 22 juni 2006 «onderlinge duels» 16:00 (UTC+2) |          | 26' Materazzi 87' Inzaghi |        | AOL Arena, Hamburg Toeschouwers: 50.000 Scheidsrechter: Benito Archundia |

|                                               |                               |       |                  |                                                                                 |
| 22 juni 2006 «onderlinge duels» 16:00 (UTC+2) | Ghana                         | 2 – 1 | Verenigde Staten | easyCredit-Stadion, Neurenberg Toeschouwers: 41.000 Scheidsrechter: Markus Merk |
| 22 juni 2006 «onderlinge duels» 16:00 (UTC+2) | Dramani 22' Appiah 45' (pen.) |       | 43' Dempsey      | easyCredit-Stadion, Neurenberg Toeschouwers: 41.000 Scheidsrechter: Markus Merk |

### Achtste finale
27 juni 2006
| Brazilië | 3 - 0 | Ghana | Signal Iduna Park, Dortmund |

## Wedstrijden gedetailleerd
WK voetbal 2006 (Groep E) Italië - Ghana
WK voetbal 2006 (Groep E) Tsjechië - Ghana
WK voetbal 2006 (Groep E) Ghana - Verenigde Staten
WK voetbal 2006 (1/8e finale) Brazilië - Ghana
GFA · A-internationals · Selecties ·  Bondscoaches · Ghanees vrouwenelftal · Ghana U21 · Ghana U20 · Ghana U19 · Ghana U18 · Ghana U17
1950 – 1959 ·
1960 – 1969 ·
1970 – 1979 ·
1980 – 1989 ·
1990 – 1999 ·
2000 – 2009 ·
2010 – 2019 ·
2020 − 2029
WK 2006 ·
WK 2010 · 
WK 2014
OS 1964 · 
OS 1968 · 
OS 1972 · 
OS 1976 · 
OS 1992 · 
OS 1996 ·
OS 2004
1950 · 
1951 · 
1952 · 
1953 · 
1954 · 
1955 · 
1956 · 
1957 · 
1958 · 
1959 · 
1960 · 
1961 · 
1962 · 
1963 · 
1964 · 
1965 · 
1966 · 
1967 · 
1968 · 
1969 · 
1970 · 
1971 · 
1972 · 
1973 · 
1974 · 
1975 · 
1976 · 
1977 · 
1978 · 
1979 · 
1980 · 
1981 · 
1982 · 
1983 · 
1984 · 
1985 · 
1986 · 
1987 · 
1988 · 
1989 · 
1990 · 
1991 · 
1992 · 
1993 · 
1994 · 
1995 · 
1996 · 
1997 · 
1998 · 
1999 · 
2000 · 
2001 · 
2002 · 
2003 · 
2004 · 
2005 · 
2006 · 
2007 · 
2008 · 
2009 · 
2010 · 
2011 · 
2012 · 
2013 ·
2014 ·
2015 ·
2016 ·
2017 ·
2018 ·
2019 ·
2020 ·
2021 ·
2022 ·
2023
Algerije ·
Angola ·
Argentinië ·
Australië ·
Benin ·
Bosnië en Herzegovina ·
Botswana ·
Brazilië ·
Burkina Faso ·
Burundi ·
Canada ·
Centraal-Afrikaanse Republiek ·
Chili ·
China ·
Comoren ·
Congo-Brazzaville ·
Congo-Kinshasa ·
Cuba ·
DDR ·
Denemarken ·
Duitsland ·
Egypte ·
Engeland ·
Equatoriaal-Guinea ·
Eritrea ·
Ethiopië ·
Gabon ·
Gambia ·
Griekenland ·
Guinee ·
Guinee-Bissau ·
IJsland ·
India ·
Indonesië ·
Irak ·
Iran ·
Italië ·
Ivoorkust ·
Jamaica ·
Japan ·
Joegoslavië ·
Kaapverdië ·
Kameroen ·
Kenia ·
Lesotho ·
Letland ·
Liberia ·
Libië ·
Madagaskar ·
Malawi ·
Maleisië ·
Mali ·
Marokko ·
Mauritius ·
Mexico ·
Montenegro · 
Mozambique ·
Namibië ·
Nederland ·
Nicaragua ·
Nieuw-Zeeland ·
Niger ·
Nigeria ·
Noorwegen ·
Oeganda ·
Oostenrijk ·
Portugal ·
Qatar ·
Rusland ·
Rwanda ·
Saoedi-Arabië ·
Sao Tomé en Principe ·
Senegal ·
Servië ·
Sierra Leone ·
Singapore ·
Slovenië ·
Soedan ·
Somalië ·
Swaziland ·
Tanzania ·
Thailand ·
Togo ·
Tsjaad ·
Tsjechië ·
Tunesië ·
Turkije ·
Uruguay ·
Verenigde Staten ·
Zambia ·
Zimbabwe ·
Zuid-Afrika ·
Zuid-Korea ·
Zwitserland
Brazilië (2006) · 
Duitsland (2014) ·
Italië (2006) · 
Ivoorkust (2015) · 
Portugal (2014) ·
Servië (2010) · 
Tsjechië (2006) · 
Verenigde Staten (2006) · 
Verenigde Staten (2014)
1. ↑  https://www.ad.nl/buitenlands-voetbal/tien-jaar-geleden-de-wereld-op-zijn-kop-in-het-italiaanse-voetbal~a46f2560/
2. ↑  https://www.bbc.com/sport/football/49910626
3. ↑  https://www.voetbalkrant.com/nieuws/2006-05-19/huiszoekingen-bij-cannavaro-en-ibrahimovic/amp
4. ↑  https://www.vi.nl/nieuws/juventus-degradeert-naar-b-en-is-titels-kwijt
5. ↑  Pessotto zwaargewond na val uit raam
6. ↑  https://www.gva.be/cnt/oid399893
7. ↑  http://news.bbc.co.uk/sport2/hi/football/world_cup_2006/4852746.stm
8. ↑  https://www.youtube.com/watch?v=WGvfXqCoMOQ
9. ↑  https://www.fcupdate.nl/voetbalnieuws/7599/wk-serie-tsjechie-debutant-met-titelaspiraties/
10. ↑  https://www.trouw.nl/nieuws/jan-koller-minimaal-twee-duels-aan-de-kant~bf50bbc4/
11. ↑  https://www.vi.nl/nieuws/dujkovic-had-zijn-koffers-al-klaar-staan
12. ↑  https://www.trouw.nl/nieuws/de-rossi-voor-vier-wedstrijden-geschorst~b92987a7/
13. ↑  ttps://www.trouw.nl/nieuws/ghana-maakt-een-heel-continent-trots~bfbf59d1/
14. ↑  http://www.msnbc.msn.com/id/13860292/
15. ↑  https://football-italia.net/nl/op-deze-dag-tsjechische-rep-0-2-itali%C3%AB/